# Valle de Abdalajís
Valle de Abdalajís är en kommun i Spanien.   Den ligger i provinsen Provincia de Málaga och regionen Andalusien, i den södra delen av landet, 400 km söder om huvudstaden Madrid. Antalet invånare är 2 716. Arean är 21,0 kvadratkilometer. Valle de Abdalajís gränsar till Alora.
Terrängen i Valle de Abdalajís är kuperad.